# Dworek Karscha w Kielcach
Dworek Karscha – pochodzący z I połowy XIX wieku dworek w postaci parterowego budynku, do którego wchodzi się przez typowy dla tego typu budowli kolumnowy portyk. Znajduje się blisko centrum Kielc na wzgórzu Karscha przy skrzyżowaniu ulic Jana Pawła II i Ogrodowej. Stoi w miejscu, gdzie dawniej znajdowała się Psiarnia – folwark biskupi, który został poddany pod koniec XVIII wieku upaństwowieniu tak samo jak inne dobra, będące w posiadaniu biskupów krakowskich. Obecnie w budynku dworku znajduje się pub oraz biura firm usługowych.
Projektantem dworku był kielecki architekt Aleksander Dunin Borkowski, który w 1847 został mianowany budowniczym powiatu kieleckiego, a trzy lata później otrzymał w wieczystą dzierżawę za roczny czynsz 9 rubli ową posiadłość na wzgórzu. Wybudował tam także oficynę, wozownię i stajnie. W 1868 Borkowskiego pozbawiono stanowiska ze względu na to, że nie miał protekcji naczelnika. Został więc zmuszony do odsprzedania swojej posiadłości. Właścicielami budowli stała się radomska rodzina Stumpfów, do której należał przemysłowiec Ludwik Stumpf – budowniczy obecnego Teatru im. Stefana Żeromskiego.
Stumpfowie obok swojej posiadłości wybudowali według projektu Franciszka Ksawerego Kowalskiego, funkcjonujący do lat 20. XX wieku, browar, którego ruiny stoją do dzisiaj przy ulicy Ogrodowej. Pod koniec XIX wieku właścicielami dworku stała się rodzina Karschów. W okresie od 1888 do 1890 roku mieszkał tu i pracował malarz Jan Styka, którego obrazy namalowane tutaj znajdują się między innymi w kościele św. Wojciecha. Jego żona, Lucyna Olgiatti, była spokrewniona z rodziną Stumpfów, gdyż jej matka była siostrą Ludwika Stumpfa.
W ramach budowy osiedla mieszkaniowego na okolicznym wzgórzu, planowane jest wyremontowanie dworku.
Koło dworku Karscha przechodzi  czerwony szlak miejski prowadzący przez zabytkowe i ciekawe turystycznie miejsca miasta Kielce.